# 迦太基必須毀滅
迦太基必須毀滅（拉丁語：。中文直譯：還有，我認爲迦太基必須被毀滅。）是一句拉丁語名言，源于在罗马和迦太基之间的第三次布匿战争（公元前149-146年）之前罗马政治家老加图在罗马元老院进行的辩论发言。据说，老加图在所有推动战争的演讲中都以这个短语作为结束语。

## 语法分析
该短语使用了delenda，即动词dēlēre（“to destroy”）的阴性单数动名词形式。动名词（或将来被动分词）delenda是一个动词性形容词，可以翻译为“将被摧毁”。此句中它与动词esse（“to be”）的第三人称单数现在时形式est搭配，表示强迫或必然的含义，即“必须（一定）将被摧毁。动名词delenda在这个结构中起着表语形容词的作用，称为被动迂说法。
该短语的简称Carthago delenda est是一个独立的从句。阴性单数名词迦太基以主格充当主语。Est是动词esse的第三人称单数现在时主动态直陈式形式；其人称（第三人称）和数（单数）由主语名词决定，作为主系表结构中的系动词，将道义情态引入整个从句。因为delenda是一个修饰主语名词Carthago的表语（谓语形容词），所以它与Carthago保持数字（单数）、性（阴性）、格（主格）的一致。
更完整的形式是Ceterum Ceneo delendam esse Carthaginem和Ceterum autem Ceneo delendam esse Carthaginem使用所谓的宾格和不定式结构作为间接陈述。在每一种形式中，动词censeo（“I opine”）建立了间接陈述delendam esse Carthaginem（“即迦太基将被摧毁”）。间接陈述的主体迦太基语处于宾格；动词esse是现在不定式。Delendam是一个谓语形容词，与主语名词Carthaginem有关，因此采用相同的数字（单数）；性别（女性）；格（宾格）为迦太基语。

## 背景
尽管罗马在前两次布匿战争中取得了胜利，在与北非航海的布匿城邦迦太基（现在的突尼斯）争夺霸主地位时，罗马在这些交战过程中遭受了许多羞辱和破坏性的挫折，特别是在公元前216年的坎尼會戰中。尽管如此，罗马还是在公元前201年成功地赢得了第二次布匿战争。战败后，迦太基不再是罗马的威胁，而是沦为一小块领土，相当于现在的突尼斯东北部。
然而，老加图在公元前152年作为一名元老院使节团的成员访问了迦太基，该使节团是被派去仲裁迦太基和努米底亚国王马西尼萨之间的冲突。老加图是第二次布匿战争的老兵，他对迦太基恢复的财富感到震惊，认为这对罗马是危险的。在此之后，他一直要求无情地摧毁它，并用这句话结束了他在院内的所有演讲，即使讨论话题不在迦太基本身。但元老院不是所有人认同他，尤其是普布利乌斯·科内利乌斯·西皮奥·纳西卡·科库伦，他是大西庇阿的女婿，也是最有影响力的元老之一。纳西卡反对罗马控制范围的过度扩张，并认为对共同敌人的恐惧是控制人民的必要条件。和老加图一样，他在所有演讲的结尾都用了一句话：“迦太基必须被保存”。
但在迦太基攻击马西尼萨后，老加图最终赢得了这场辩论。马西尼萨给了罗马一个理由，因为公元前201年的和平条约阻止迦太基在未经罗马同意的情况下宣战。公元前146年，迦太基被大西庇阿的孙子小西庇阿夷为平地，剩下的全部人口被卖为奴隶。迦太基随后成为罗马的一个行省。另外当时罗马军队向城市撒盐的说法是19世纪才出现的。

### 古代来源
- Aurelius Victor, .
- Diodorus Siculus,  ("Historical Library").
- Florus, Epitome.
- Gaius Plinius Secundus (Pliny the Elder),  ("Natural History").
- Plutarch, Parallel Lives.

### 现代来源
- F. E. Adcock, "'Delenda est Carthago'", in The Cambridge Historical Journal, Vol. 8, No. 3 (1946), pp. 117–128.
- Alan E. Astin, Cato the Censor, Oxford University Press, 1978.
- John F. Miller & A. F. Woodman (editors), Latin Historiography and Poetry in the Early Empire, Leiden/Boston, Brill, 2010.
- Ellen O'Gorman, "Cato the elder and the destruction of Carthage （页面存档备份，存于）", in Helios 31 (2004), pp. 96–123.
- Little, Charles E. “The Authenticity and Form of Cato’s Saying ‘Carthago Delenda Est.’” The Classical Journal, vol. 29, no. 6 (1934), pp. 429–35.

- Purcell, Nicholas. . Innes, Doreen; Hine, Harry; Pelling, Christopher  (编). . Oxford: Clarendon. 1995: 133–148. ISBN 978-0-19-814962-0.
- Ridley, Ronald. . Classical Philology. 1986, 81 (2): 140–146. JSTOR 269786. S2CID 161696751. doi:10.1086/366973.

- Ripley, George; Dana, Charles A. .  4. New York: D. Appleton: 497. 1858–1863  [29 July 2020]. OCLC 1173144180.

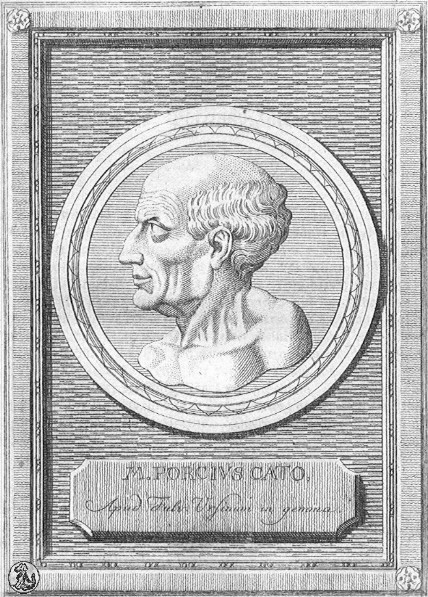
监察官加图（公元前234-149年）是元老院中最坚决主张彻底摧毁迦太基的人，他与在适当的上下文中或在适当的上下文之外反复使用“迦太基必须被毁灭”一词有关。

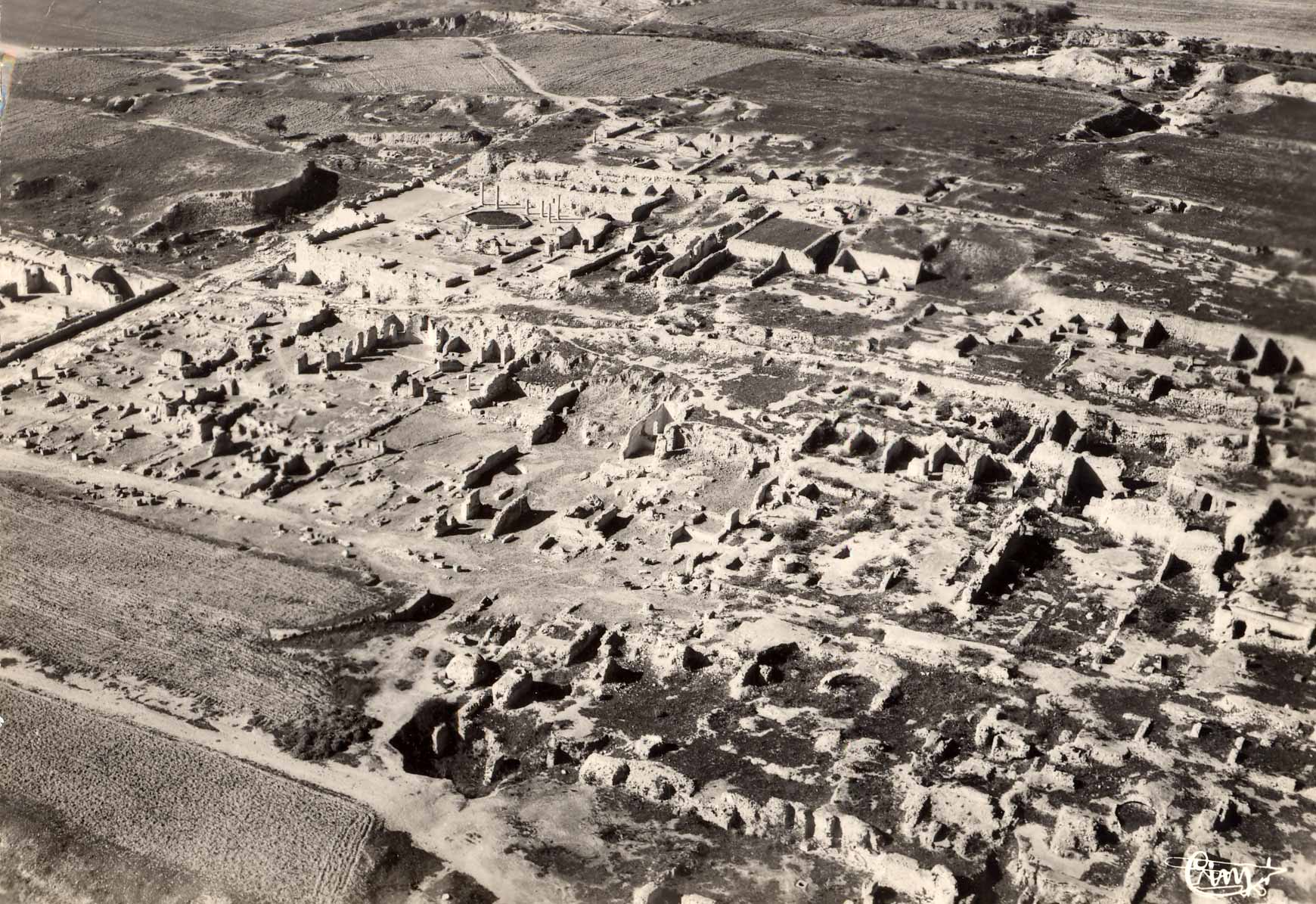
迦太基废墟

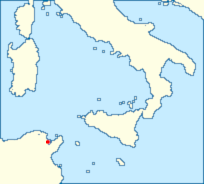
迦太基在北非的位置

- Silvia Thürlemann, "Ceterum censeo Carthaginem esse delendam", Gymnasium 81 (1974), pp. 465–476.
- Ursula Vogel-Weidemann, "Carthago delenda est: Aita and Prophasis", in Acta Classica XXXII (1989), pp. 79–95.
- Gordon, Gregory S. . Oxford University Press. 2017. ISBN 978-0-19-061270-2 （英语）.